# Когда молодёжь сговаривается между собой
«Когда молодёжь сговаривается между собой» (англ. When Youth Conspires) — полнометражный фильм Роберта МакГована по произведению Джеральда Брейтигама. Слоган фильма — «Им только 16, но они должны заставить родителей полюбить друг друга». Премьера состоялась 21 октября 1940 года в США.

## В ролях
- Марша Мэй Джонс — Бетти Эллиотт
- Джеки Моран — Крис Картер
- Леатрис Джой — мисс Джули Картер
- Чарльз Браун — Доктор Эллиотт
- Теодор вон Эльц — булочник / адвокат дедушки
- Джордж Кливленд — дедушка Гарпер
- Дикс Дэвис — Джимми

## Сюжет
Тинейджер Бетти Эллиотт решила принять деловые и социальные дела её отца — доктора Эллиотта. Она думает, что отец должен жениться на овдовевшей матери её друга Криса Картера — Джули Картер. Доктор был настоящим другом Крису. Он хочет учить его заботиться о больных животных. Но на медицинское обучение у мисс Джули нет. Богатый дедушка Криса говорит ей, что мечты могли бы сбыться, если бы она перестала бы опекать Криса. Адвокат дедушки Гарпера начинает ухаживать за Джули, что портит планы Бетти выдать отца замуж.

## Другие названия
- Rivelazione — с ит. Раскрытие